# Mount Bartlett (Ross Dependency)
Mount Bartlett ist ein eisfreier Berg mit einer Höhe von 2560 m, der sich im Transantarktischen Gebirge etwa vier Kilometer nördlich der Buckley-Insel am oberen Rand des Beardmore-Gletschers befindet. 
Entdeckt wurde der Berg durch Teilnehmer der Nimrod-Expedition (1907–1909) unter der Leitung des britischen Polarforschers Ernest Shackleton. Benannt ist er nach dem britischen Bauunternehmer Herbert Henry Bartlett (1842–1921), einem Sponsor dieser Expedition. 